# Прескрипція
Прескрипція (від лат. Prescribere — наказувати, звідси буквальне значення — припис), прескриптивне висловлювання, нормативне висловлювання — висловлювання про належне, тобто висловлювання, яке стверджує необхідність будь-яких дій або їх заборону і не має істинностного значення, на відміну від дескриптивного висловлювання. Прескриптивними висловлюваннями є правові, моральні та інші норми, оскільки кожна з них містить припис: дозвіл, заборону або зобов'язування.
Вивченням прескриптивних висловлювань займається деонтична логіка — розділ модальної логіки, яка, в свою чергу, відноситься до некласичної логіки.